# Уахтана
Уахтана (осет. Уахтъана, груз. ვახტანა — Вахтана) — село в Закавказье, расположено в Знаурском районе Южной Осетии, фактически контролирующей село; согласно юрисдикции Грузии — в Карельском муниципалитете.
Село находится между верховий рек Проне Восточная и Проне Средняя (притоках реки Кура) к северу от пгт Знаур и к западу от сёл Корнис и Цорбис.

## Население
Село населено этническими осетинами. В 1987 году — 300 жителей.

## Известные люди
- Засеев, Ален Таймуразович — украинский борец вольного стиля осетинского происхождения.

## Топографические карты
- Лист карты K-38-64 Цхинвали. Масштаб: 1 : 100 000. Состояние местности на 1987 год. Издание 1989 г.